# Earl of Loudoun

Wappen der Earls of Loudoun

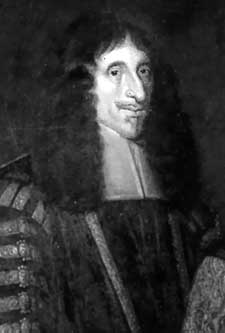
John Campbell, 1. Earl of Loudoun

Earl of Loudoun (/ˈlaʊdən/) ist ein erblicher britischer Adelstitel in der Peerage of Scotland.

## Verleihung, nachgeordnete und weitere Titel
Der Titel wurde am 12. Mai 1633 für John Campbell, 2. Lord Campbell of Loudoun, geschaffen. Zusammen mit der Earlswürde wurden ihm der nachgeordnete Titel Lord Tarrinzean and Mauchline verliehen. Bereits 1619 hatte er den Titel Lord Campbell of Loudoun erhalten, der am 30. Juni 1601 für den Großvater mütterlicherseits seiner Ehefrau Margaret Campbell geschaffen worden war. Dieser hatte zu seinen Gunsten auf den Titel verzichtet.
Alle genannten Titel gehören zur Peerage of Scotland und sind in Ermangelung männlicher Nachkommen auch in weiblicher Linie vererbbar. Der älteste Sohn des jeweiligen Earls führt als dessen Heir apparent den Höflichkeitstitel Lord Mauchline.
Die 6. Countess heiratete den 2. Earl of Moira, der 1816 zum Marquess of Hastings erhoben wurde. Deren Sohn George Rawdon-Hastings vereinigte beim Tod seiner Eltern deren Titel als 2. Marquess of Hastings und 7. Earl of Loudoun. Als dessen jüngster Sohn, der 4. Marquess, am 10. November 1868 ohne männliche Erben starb, erlosch der Marquesstitel und dessen nachgeordnete Titel mit Ausnahme der schottischen Titel Earl of Loudoun, Lord Campbell of Loudoun und Lord Tarrinzean and Mauchline, die an dessen älteste Schwester als 10. Countess of Loudoun fielen.
Heutiger Titelinhaber ist Simon Abney-Hastings als 15. Earl.

## Liste der Lords Campbell of Loudoun und Earls of Loudoun

### Lords Campbell of Loudoun (1601)
- Hugh Campbell, 1. Lord Campbell of Loudoun († 1622)
- John Campbell, 2. Lord Campbell of Loudoun (1598–1663) (1633 zum Earl of Loudoun erhoben)

### Earls of Loudoun (1633)
- John Campbell, 1. Earl of Loudoun (1598–1663)
- James Campbell, 2. Earl of Loudoun († 1684)
- Hugh Campbell, 3. Earl of Loudoun († 1731)
- John Campbell, 4. Earl of Loudoun (1705–1782)
- James Mure-Campbell, 5. Earl of Loudoun (1726–1786)
- Flora Mure-Campbell, Marchioness of Hastings, 6. Countess of Loudoun (1780–1840)
- George Rawdon-Hastings, 2. Marquess of Hastings, 7. Earl of Loudoun (1808–1844)
- Paulyn Rawdon-Hastings, 3. Marquess of Hastings, 8. Earl of Loudoun (1832–1851)
- Henry Rawdon-Hastings, 4. Marquess of Hastings, 9. Earl of Loudoun (1842–1868)
- Edith Rawdon-Hastings, 10. Countess of Loudoun (1833–1874)
- Charles Rawdon-Hastings, 11. Earl of Loudoun (1855–1920)
- Edith Abney-Hastings, 12. Countess of Loudoun (1883–1960)
- Barbara Abney-Hastings, 13. Countess of Loudoun (1919–2002)
- Michael Abney-Hastings, 14. Earl of Loudoun (1942–2012)
- Simon Abney-Hastings, 15. Earl of Loudoun (* 1974)

Voraussichtlicher Titelerbe (Heir Presumptive) ist der jüngere Bruder des jetzigen Earls, Hon. Marcus William Abney-Hastings (* 1981).